# Franciszka z Krasińskich
Franciszka z Krasińskich (ur. 19 marca 1742 w Maleszowej, zm. 30 kwietnia 1796 w Dreźnie) – królewiczowa polska, trzecia córka z czterech Stanisława Krasińskiego i Anieli Humięckiej, morganatyczna żona księcia kurlandzkiego Karola Krystiana Wettyna, syna króla Polski Augusta III Sasa i Marii Józefy Habsburżanki.

## Życiorys
Miała trzy siostry: Barbarę, żonę Michała Świdzińskiego, Zofię i Marię. Początkowo mieszkała z rodziną w zamku w Maleszowej. Później przeniosła się na pensję do Warszawy, pod kuratelą ciotki, Zofii Lubomirskiej, gdzie poznała swojego przyszłego męża, Karola Krystiana Wettyna, mimo prób swatania jej przez członków rodziny Krasińskich. Ślub z polskim królewiczem odbył się cichcem 25 marca 1760 w Warszawie. W efekcie mąż był zajęty sprawą przetrwania swego Księstwa i rzadko się spotykali. Z kolei Franciszka też była aktywna politycznie i mieszkała w różnych pałacach krewnych i przyjaciół. Dopiero po dziewiętnastu latach małżeństwa urodziła ich jedyną córkę, Marię Krystynę Albertynę. Małżeństwo to miało charakter morganatyczny. W Polsce, gdzie nie było pojęcia małżeństwa morganatycznego, była oficjalnie królewiczową. Małżeństwo Franciszki i królewicza Karola zostało oficjalnie uznane przez Sejm w 1776 r., a Sejm Czteroletni przyznał jej dożywotnią pensję. Franciszka Krasińska zmarła prawdopodobnie na raka piersi.

## Upamiętnienie w literaturze
Klementyna z Tańskich Hoffmanowa, która się wychowywała w domu córki Barbary Świdzińskiej z Krasińskich, najstarszej siostry Franciszki, u Anieli za Michałem Szymanowskim, starościny wyszogrodzkiej w Izdebnie,
poświęciła jej powieść Dziennik Franciszki Krasińskiej w ostatnich latach Augusta III pisany. Interesowała się bowiem pisarka jej dziejami i zamkiem w Maleszowej.
Ponadto, Franciszek Korwin-Szymanowski w swym opracowaniu o opiekunce Hoffmanowej podaje w nocie edytorskiej o losach korespondencji Franciszki z Krasińskich i jej córki, Marii Krystyny księżnej Carignano. Listy te przechowywane w biurku starościny, przeszły w ręce rodziny wnuczki jej, Marii Feliksowej Szymanowskiej z Łubieńskich, która informuje w cytowanej notatce, że "część ich zaginęła podczas rewolucji trzydziestego roku". A o reszcie zbioru zachowanego w biurku jej ojca, Piotra Łubieńskiego w warszawskim pałacu Zamoyskich, "przyszła druga rewolucja by je zniszczyć." Chodziło o rewizję wojskową i palenie wszelkich dokumentów na skutek bomby rzuconej z pałacu na namiestnika rosyjskiego, generała Berga.

## Rodowód
| Franciszka z Krasińskich | Ojciec: Stanisław Krasiński | Dziadek po mieczu: Aleksander Krasiński | Pradziadek po mieczu: Mikołaj Jan Krasiński           | Prapradziadek po mieczu: Gabriel Krasiński     |
| Franciszka z Krasińskich | Ojciec: Stanisław Krasiński | Dziadek po mieczu: Aleksander Krasiński | Pradziadek po mieczu: Mikołaj Jan Krasiński           | Praprababka po mieczu: Zofia Lanckrońska       |
| Franciszka z Krasińskich | Ojciec: Stanisław Krasiński | Dziadek po mieczu: Aleksander Krasiński | Prababka po mieczu: Zofia Katarzyna Derszniak         | Prapradziadek po mieczu: Aleksander Derszniak  |
| Franciszka z Krasińskich | Ojciec: Stanisław Krasiński | Dziadek po mieczu: Aleksander Krasiński | Prababka po mieczu: Zofia Katarzyna Derszniak         | Praprababka po mieczu: ?                       |
| Franciszka z Krasińskich | Ojciec: Stanisław Krasiński | Babka po mieczu: Salomea Trzcińska      | Pradziadek po mieczu: Stanisław Trzciński             | Prapradziadek po mieczu: Józef Trzciński       |
| Franciszka z Krasińskich | Ojciec: Stanisław Krasiński | Babka po mieczu: Salomea Trzcińska      | Pradziadek po mieczu: Stanisław Trzciński             | Praprababka po mieczu: ?                       |
| Franciszka z Krasińskich | Ojciec: Stanisław Krasiński | Babka po mieczu: Salomea Trzcińska      | Prababka po mieczu: ?                                 | Prapradziadek po mieczu: ?                     |
| Franciszka z Krasińskich | Ojciec: Stanisław Krasiński | Babka po mieczu: Salomea Trzcińska      | Prababka po mieczu: ?                                 | Praprababka po mieczu: ?                       |
| Franciszka z Krasińskich | Matka: Aniela Humięcka      | Dziadek po kądzieli: Stefan Humięcki    | Pradziadek po kądzieli: Wojciech Humięcki             | Prapradziadek po kądzieli: Aleksander Humięcki |
| Franciszka z Krasińskich | Matka: Aniela Humięcka      | Dziadek po kądzieli: Stefan Humięcki    | Pradziadek po kądzieli: Wojciech Humięcki             | Praprababka po kądzieli: Krystyna Potocka      |
| Franciszka z Krasińskich | Matka: Aniela Humięcka      | Dziadek po kądzieli: Stefan Humięcki    | Prababka po kądzieli: Izabela Kątska                  | Prapradziadek po kądzieli: Wojciech Kątski     |
| Franciszka z Krasińskich | Matka: Aniela Humięcka      | Dziadek po kądzieli: Stefan Humięcki    | Prababka po kądzieli: Izabela Kątska                  | Praprababka po kądzieli: Anna Barbara Stogniew |
| Franciszka z Krasińskich | Matka: Aniela Humięcka      | Babka po kądzieli: Katarzyna Krosnowska | Pradziadek po kądzieli: Mikołaj Franciszek Krosnowski | Prapradziadek po kądzieli: Wojciech Krosnowski |
| Franciszka z Krasińskich | Matka: Aniela Humięcka      | Babka po kądzieli: Katarzyna Krosnowska | Pradziadek po kądzieli: Mikołaj Franciszek Krosnowski | Praprababka po kądzieli: ?                     |
| Franciszka z Krasińskich | Matka: Aniela Humięcka      | Babka po kądzieli: Katarzyna Krosnowska | Prababka po kądzieli: Anna Marianna Rojewska          | Prapradziadek po kądzieli: Jakub Rojewski      |
| Franciszka z Krasińskich | Matka: Aniela Humięcka      | Babka po kądzieli: Katarzyna Krosnowska | Prababka po kądzieli: Anna Marianna Rojewska          | Praprababka po kądzieli: ?                     |